# Gleicheniales
Gleicheniales is een orde uit de klasse van de 'echte' varens (Polypodiopsida).
De orde telt drie families met tien recente geslachten en ongeveer 140 soorten tropische varens uit Azië en de Stille Oceaan.
De orde is vernoemd naar het geslacht Gleichenia.

## Kenmerken
Gleicheniales zijn vaatplanten met een zeer duidelijke generatiewisseling. De sporofyten bezitten goed ontwikkelde wortels, stengels en macrofyllen (bladen met vertakte nerven) en een uitgebreid systeem van vaatbundels. De gametofyten zijn veel kleiner en bestaan uit niet meer dan een prothallium.
Specifieke kenmerken voor de Gleicheniales zijn:
- Een rizoom met een stele met drie tot vijf protoxyleem-lobben;
- Antheridia met een wand met zes tot twaalf smalle, gedraaide of gebogen cellen

Verder hebben de leden van deze orde een zeer gevarieerd habitus, met bladen die simpel en ongedeeld zijn, over typische geveerde bladen tot bladen die eerder op die van palmen lijken.

## Taxonomie
In de taxonomische beschrijving van Smith en anderen uit 2006 worden Gleicheniales met een aantal andere ordes in de klasse Polypodiopsida geplaatst. Daarbij werden de ordes Dipteridales, Matoniales en  Stromatopteridales opgenomen in de orde Gleicheniales.
De orde is in deze vorm monofyletisch, en omvat drie families met in totaal tien recente geslachten en ongeveer twintig soorten:
- Orde: Gleicheniales (incl. Dipteridales, Matoniales, Stromatopteridales)
  - Familie: Dipteridaceae (incl. Cheiropleuriaceae)
    - Geslachten:
      - Cheiropleuria
      - Dictyophyllum †
      - Dipteris
      - Hausmannia †

  - Familie: Gleicheniaceae (incl. Dicranopteridaceae, Stromatopteridaceae)
    - Geslachten:
      - Dicranopteris
      - Diplopterygium
      - Gleichenella
      - Gleichenia
      - Microphyllopteris †
      - Sticherus
      - Stromatopteris

  - Familie: Matoniaceae
    - Geslachten:
      - Konijnenburgia †
      - Phlebopteris †
      - Matonia
      - Nathorstia †
      - Phanerosorus

De plaatsing van het uitgestorven geslacht Microphyllopteris uit het Mesozoïcum onder de familie Gleicheniaceae is niet door alle paleontologen aanvaard. Daarnaast zijn waarschijnlijk ook de uitgestorven geslachten Antarctipteris en Gleichenipteris uit het Trias bij de Gleicheniales te rekenen.